# جرج جرداق
جورج سمعان جرداق (زاده ۱۹۲۶ میلادی - درگذشت ۱۴ آبان ۱۳۹۳
(۵ نوامبر ۲۰۱۴) نویسنده، شاعر و نمایشنامه‌نویس لبنانی بود.

## آثار
وی ۳۰ جلد کتاب تألیف کرده‌است یکی از مهمترین اثر وی که به فارسی هم ترجمه شده‌است «الامام علی صوت العدالة الانسانیه» است که در ۵ جلد با عنوان‌های ذیل منتشر گردیده‌است:
- علی و حقوق بشر
- علی و انقلاب فرانسه
- علی و سقراط
- علی و دوران زندگانی اش
- علی و قومیت عربی

جرداق در سال‌های پایانی عمرش در مصاحبه مفصلی با  محمدرضا زائری  به شخصیت علی ابن ابی طالب پرداخت.

## نامگذاری خیابانی در تهران به نام جرج جرداق
معبر مشرف به سفارت لبنان در منطقه ۶ تهران به نام جرج جرداق نامگذاری شده‌است.